# Germagnano
Germagnano is een gemeente in de Italiaanse provincie Turijn (regio Piëmont) en telt 1300 inwoners (31-12-2004). De oppervlakte bedraagt 14,2 km², de bevolkingsdichtheid is 92 inwoners per km².

## Demografie
Germagnano telt ongeveer 597 huishoudens. Het aantal inwoners daalde in de periode 1991-2001 met 0,6% volgens cijfers uit de tienjaarlijkse volkstellingen van ISTAT.
| Jaar | Inwoneraantal |
| ---- | ------------- |
| 1991 | 1302          |
| 2001 | 1294          |

## Geografie
Germagnano grenst aan de volgende gemeenten: Pessinetto, Lanzo Torinese, Traves, Viù, Cafasse, Vallo Torinese, Fiano.
1. ↑  https://demo.istat.it/?l=it.